# Новая Гута (Тернопольская область)
Новая Гута (укр. Нова́ Гу́та) — село в Монастырисской городской общине Чортковского района Тернопольской области Украины.
Расположено на севере района. Подчинено Горишнеслободскому сельрада (до 2018). С 2018 года вошло в состав Монастыриской городской общины.
Согласно Распоряжению Кабинета Министров Украины от 12 июня 2020 года № 724-р «Об определении административных центров и утверждении территорий территориальных общин Тернопольской области» вошло в состав Монастыриской городской общины.
Население по переписи 2001 года составляло 164 человека. Почтовый индекс — 48305. Телефонный код — 3555.

## История
Вблизи Новой Гуты обнаружены археологические памятники древнерусской культуры.
В шематизме УГКЦ за 1841 г. село не упомянуто. В 1880 р. проживали: 32 украинцев (6,0 %), 481 (89,4 %) поляков, 25 (4,6 %) евреев. В 1900 г.: 45 украинцев (6,4 %), 638 (92,3 %) поляков, 9 (1,3 %) евреев. В 1939 г.: 25 украинцев (3,1 %), 775 (96,9 %) поляков. В 1939 г. сторонники УГКЦ, РКЦ принадлежали к приходам в Монастырисках. В селе действовала начальная школа с польским языком обучения.
В 1921 г. жилыми 147 домов, в 1931 г. 148. Территория общины — 6,44 км². В состав общины входил поселок с 4-мя смешанными польско-украинскими семьями Изабель.
На протяжении 1962—1966 село входило в состав Бучачского района. После ликвидации Монастырисского района 19 июля 2020 года село вошло в Чортковский район.

## Религия
Церковь св. Михаила (1881, деревянная).

## Социальная сфера
Действует клуб.

## Известные люди

### Родились
- Руслан Деревянник — (1976—2016)-военный 72-й отдельной механизированной бригады, участник АТО.
- Станислав Падевский (род. 1932) — епископ-эмерит Харьковско-Запорожской епархии Римско-католической церкви.